# Monuta
Monuta is een Nederlandse uitvaartonderneming en uitvaartverzekeraar. Monuta werd opgericht in 1923. Het hoofdkantoor is gevestigd in Apeldoorn.
Monuta staat voor: Mors Ianua Vitae; Latijn voor: De dood is de poort van het leven. Het woord houdt verband met de protestants-christelijke beginselen die leidraad waren bij de oprichting van Monuta. In de protestants-christelijke visie begint het (eeuwig) leven eigenlijk na de dood. De dood wordt dan ook gezien als de poort waardoor men moet om het eeuwig leven te bereiken. De naam Monuta is in het najaar van 1954 door de toenmalige directeur Hendrik Posthumus gekozen als vervanging van de naam Apeldoornsch Begrafenisfonds.

## Juridische structuur
Monuta Holding NV is een uitvaartbedrijf. Daarnaast maken zij een afscheid financieel mogelijk door middel van een uitvaartverzekering. De aandelen van de holding zijn in handen van Monuta Stichting. De Monuta Stichting heeft een ideële doelstelling en eist de winst niet op. De laatste jaren is de winst steeds toegevoegd aan het eigen vermogen. Monuta beheert een stichting, Monuta Helpt dat jaarlijks geld geeft of zelf actie onderneemt voor goede doelen.

## Opbouw uitvaartbedrijf
Monuta is in heel Nederland aanwezig met een lokale vestiging. Bij veel vestigingen zit een uitvaartcentrum of crematorium. Daarnaast zijn er enkele tientallen franchisenemers die gebruikmaken van de formule van Monuta.

## Begraafplaatsen en crematoria
Onder de Monuta Holding NV valt ook nog de Monuta Begraafplaats en Crematoria Exploitatiemaatschappij. Hieronder vallen de begraafplaatsen en crematoria van Monuta, waaronder Oud Eik en Duinen in Den Haag en Rustoord in Nijmegen. Daarnaast zijn er nog deelnames in onder meer het crematorium Kranenburg.

## Details
Monuta heeft in 2020 in totaal 1,6 miljoen verzekerden in Nederland en Duitsland.